# Kopek
Kopek é uma banda irlandesa de rock de Dublin.

## História
A história do trio irlandês Kopek remonta uma década. O baterista Shane Cooney e o baixista Brad Kinsella cresceram como vizinhos de porta em Dublin e compartilhavam do gosto por rock clássico e moderno.
O primeiro vocalista que respondeu a um anúncio publicado por ambos em uma revista de música local foi Daniel Jordan, e a partir daí foi criado o Kopek.
Os primeiros shows em Dublin e seus arredores incluíram muitos concursos de batalhas de bandas, que o trio venceu com regularidade estudada. De 2002 a 2009 o Kopek excursionou incansavelmente, e continuou a ganhar competições ao redor do mundo. Em 2005 o Kopek ganhou o prêmio de Best Live Act na Global Battle of the Bands, rendendo-lhes US$ 100.000 e uma turnê mundial.
Em 2009 a gravadora, editora e produtora Religion Music estipulou com a banda um contrato de grande porte para vários álbum. Seu álbum de estreia é intitulado White Collar Lies.

## White Collar Lies
O álbum de estreia de Kopek nos EUA, White Collar Lies, foi lançado no iTunes em junho de 2010, e foi programado para lançamento físico em 18 de janeiro de 2011. O álbum já foi recebido com elogios desde seu lançamento digital: "White Collar Lies de Kopek é genialidade por completo, e é um feito impressionante para um álbum de estreia. Se o talento musical de Kopek e a habilidade de composição continuarem a aumentar e amadurecer na direção em que estão atualmente apontados, então eles estão prontos para conquistar o mundo!" Seu primeiro single, "Love is Dead", constou na trilha sonora de Saw 3D, lançada em 29 de outubro de 2010. A banda começou uma turnê pelos EUA em 2011.

## Gerência
O Kopek é empresariado por Dave Loncao e Paolo d'Alessandro da Union Entertainment Group (empresários de Nickelback e Hinder) dos Estados Unidos.

## Discografia

### Álbuns
| Ano  | Detalhes                                                                  | Melhor posição |
| Ano  | Detalhes                                                                  | EUA Heat.      |
| ---- | ------------------------------------------------------------------------- | -------------- |
| 2010 | White Collar Lies - Lançamento: 2010 - Selo: Religion Music - Formato: CD | 36             |

Créditos
- Vocal e guitarra - Dan Jordan
- Baixo - Brad Kinsella
- Bateria - Shane Cooney
- Teclados - Kevin MacPherson
- Produtor - Glenn Herlihy
- Engenheiro de som e produtor assistente - Robin Ball
- Engenheiro de mixagem - Tom Lord-Alge
- Engenheiro de masterização - Ted Jensen

### Singles
| Ano                                                     | Título                | Melhor posição | Melhor posição | Melhor posição | Álbum              |
| Ano                                                     | Título                | IRL            | CAN Rock       | EUA Main.      | Álbum              |
| ------------------------------------------------------- | --------------------- | -------------- | -------------- | -------------- | ------------------ |
| 2007                                                    | "Stop"                | 22             | —              | —              | Single extra álbum |
| 2010                                                    | "Cocaine Chest Pains" | —              | 10             | 28             | White Collar Lies  |
| 2010                                                    | "Love Is Dead"        | —              | —              | —              | White Collar Lies  |
| "—" significa um lançamento que não entrou nas paradas. |                       |                |                |                |                    |

## Prêmios
"Best Live Act" (2005) na Global Battle of the Bands.